# プロ野球オーナーズリーグ
プロ野球 オーナーズリーグ (OWNERS LEAGUE) は、かつてバンダイが運営していた日本のプロ野球を題材としたオンラインカードゲーム。基本プレイ料金は無料。ウェブブラウザを用いたブラウザゲームで、ゲームをプレイするにあたってクライアントソフトのダウンロードは必要としていなかった。

## 概要
実在するプロ野球選手のカードを販売し、そこに明記してあるシリアルコードまたはQRコードを登録し、ドリームチームを作りサイト内で遊ぶオンラインゲーム。
2010年3月にサービスを開始し、2016年9月23日にサービスを終了。

## ルール

### 選手カード
選手カードは、食玩（ウエハース：カード1枚つきで108円（税込み）、アイス：STカード1枚つきで133円（税込み　2011年の秋にセブンイレブンで販売））や自販機ブースター（2枚入り200円）や3枚入りのブースターパック（324円）としてコンビニやスーパー等で販売されている。実在のプロ野球選手またはOB選手の写真がカードの表面に印刷されている。
カードの基本レアリティは、高い順から以下の通り。
- SUPER STAR
- GREAT
- STAR
- NORMAL (B)
- NORMAL (W)

上から順に、SS、GR、ST、黒（NB）、白（NW）という略称が定着している。
各カードのレアリティは、実際のプロ野球での活躍の度合いや記載されている能力におおむね比例している。目安として、NORMAL（W）は二軍や活躍度が低い選手、NORMAL（B）は一軍に定着している選手、STAR以上は一軍のスタメン級で活躍をしている選手、
GREATはチームの主軸、SUPER STARはタイトルホルダー級の選手となる。ただし、各球団ごとにそれぞれのレアリティのカード枚数は固定されているため、実際のプロ野球で一軍スタメンとして活躍している選手でもNORMAL（B）だったり、それほど目立った活躍をしていないと思われる選手でもSTARとなっている場合がある。
上記以外のレアリティは以下の通り。
- MISTER：チームを率いる選手のカード。第1弾、2013年「カードが手元に届く！キャンペーン」（OLP11）で登場。
- INFINITY：注目されている新人選手のカード(ドラフト1位選手)、第2弾・第6弾・第10弾・第14弾で登場。
- LEGEND：OBのカード。第3弾以降は第5弾、第7弾、第15段を除く全ての弾で登場。
- NEW STAR：期待の若手選手のカード。第5弾・第16弾ウエハースで登場。
- P GREAT：OLP01のカード。第6弾のキャンペーンで登場。この後はGREATのプロモカードは単に GREATと記載されるようになった。
- FLEGEND：外国人OBのカード。第7弾・第15弾で登場。15弾のカードはFスキルというものを備えている。
- IDOL：球団マスコットのカード。第8弾・第16弾キャンペーン（OLP18）で登場。
- BOOST：第9弾・第13弾で登場。第9弾のキャンペーンカードでもある。
- VICTORY：第12弾で登場。
- CLUTCH：第16弾で登場。
- PLEMIUM LEGEND：第17弾で登場。
- SUPER STAR ZERO：当時の監督の現役時代をカード化したもの。第17段のキャンペーン（OLP20）で登場。
- ROOKIE LEGEND：第18弾で登場。

オーナーズリーグマスターズ のレアリティは高いものから以下の通り。
- PLEMIUM MASTER
- GREAR MASTER
- STAR MASTER
- MASTER

各選手カードのパラメーターは第1弾から第4弾では1から10、第5弾以降では1から20の能力値が設定されている。
野手のパラメータ
- 打撃
- 守備
- 走塁

（第5弾以降は打撃パラメータが長打とミートに分かれる）
投手のパラメータ
- 球威
- 変化球
- 制球

（第5弾以降はこれにスタミナが加わる）
その他のパラメータ
- 野手の場合は、守備適性が設定されている。守備適性は各選手が実際に守備についているか過去に守備についたポジションが設定されている。しかし、記録上数回しか守備していないポジションに守備適性が設定されている選手もいれば、過去長年守備していたポジションに守備適性がない選手もいる。2013シーズンのカードより、メインポジションの要素が加わった。
- 投手の場合は、先発、中継ぎ、セットアッパー、抑えの各役割に適性が割り振られている。
- 野手、投手共通のパラメータとして、コストがある。コストは、各選手の実際の年俸に準じている（能力値とは必ずしも比例しない）。
- カードの裏には、これら能力値、守備適性、投手役割適性の他に、各選手の情報と短評、成績、特殊能力、シリアルコードが記載されている。

### レンタルカード
カードを購入していない、あるいは後述するオーダーを組めるだけの枚数のカードを所持していないプレイヤー向けに、レンタルカードというシステムが用意されている。ただしレンタルカードはリアルカード（現実に購入するカード）よりも能力が劣るとFAQで説明されている。
後述するリーグ開始時、各プレイヤーは野手14枚、投手11枚のコスト3以下のレンタルカードが配布される。しかし最初に配布されるこのレンタルカードはすべてレアリティが最低のNORMAL（W）であり、能力的には期待できない。
リーグに参加し試合を行うと、1試合につき1回レンタルカードダスを回す権利を与えられる。レンタルカードダスを回すとカードが獲得でき、ここではNORMAL（B）以上のカードも獲得できる。ただし、後述するゴールド会員にならないと、SUPER STARやLEGEND、IDOLなど高レアリティのカードをレンタルカードダスで獲得することはできない。
参加していたリーグが終了するとカードは回収される。当初、カードは全数回収されていたが、現在は投手と野手合わせて3枚のカードを選択して持ち越しができる。

### 選手状態
各カードには選手の好不調を表す調子が設定されている。この調子は、実際のプロ野球の各選手の成績と連動している。成績がない選手やオフシーズンの場合は、ランダムに調子が設定される。この調子によって、各選手の能力値が上下する。

### カード登録
購入したカードに書かれたシリアルコードをウェブサイト上で入力するか、バーコードリーダーで読み取って登録するとゲームで使用可能になる。
登録可能なカードは150枚。ゴールド会員になると登録可能カードが300枚に増える。
同一選手・同一弾のカードを複数枚登録することで、カードを重ねて使用できる。カードを重ねると能力値が上昇するとされている。重ねて使用した場合でも、登録カード数は1枚とされるので複数枚重ねても登録可能カード数が減少することはない。
2010年のカードは全て5枚まで、2011・2012年のカードは全て3枚まで、2013年以降はスター以上のカードは3枚まで、ノーマルカードは5枚まで重ねられる。

### 一軍登録
カード登録後またはレンタルカード配布後、プレイヤーは一軍登録を行う。一軍登録を行わないと、試合で使用することはできない。
一軍登録可能な枚数は、野手14枚、投手11枚である。レンタルカードのみでプレーする場合、最初は一軍登録可能な枚数分しかカードが配布されないため、すべてのカードが一軍登録される。
野手を投手として、投手を野手として登録することはできない。

### オーダー編成
一軍登録後、プレイヤーはオーダー編成を行う。
野手の場合、各ポジションと控え選手、打順を指定する。守備適性のないポジションに選手を登録することも可能だが、その場合守備力が著しく低下する。控え選手は、代打要員、代走要員、守備要員を設定できる。打順は、DH制度あり、なしで登録可能で、DH制ありとした場合は指名打者を指定できる。指名打者を指定した場合、控え選手は5人となる。
投手の場合、先発ローテーション投手（5人）とリリーフ投手の中継ぎ（4人）、セットアッパー（1人）、抑え（1人）を設定できる。先発投手はオーダー編成で設定した順番にローテーションする。リリーフ投手は登板する場面を指定できないが、抑え投手はセーブがつく場面の最終回に登板することが多い。
リーグに参加している場合、リーグの試合30分前になると、試合開始時までオーダー編成はできなくなる。

### コンボ
一定の選手同士を組み合わせることにより、コンボが発生する。コンボにより対象選手の能力が上がる（上昇値はコンボによって変わる）。

### 特殊能力
他のカードと重複せず、同じ選手でも弾数が異なれば特殊能力は変わる。
場面に応じて、選手の打撃力や守備力がアップする。また、他の選手に影響を及ぼすような特殊能力もある。

### チーム作戦
2012年2月に廃止されたが、2012年7月24日に、新チーム作戦として復活した。
オーナーは自分自身でチーム作戦を設定できる。チーム作戦は、攻撃、守備の2要素（旧作戦では総合を加えた3要素）からなり、各作戦は5段階で設定されている。
- 攻撃：狙い球、スイング、走塁、バント、を設定できる。
- 守備：勝負カウント、投球タイプ、投手意識、敬遠、を設定できる。

### リーグ
オーダー編成したチームは、他のプレイヤーが主催しているリーグに参加するか、自分で主催するリーグに参加できる。

### 試合
リーグによって設定された時間が来ると、自動的に試合が開始される。この試合は観戦することもできるが、プレイヤーが作戦や起用法を試合中に指示することはできない。
なお、2011年10月中旬に試合画面がリニューアルし、よりリアルな試合画面となった。2012年2月下旬に再び画面がリニューアルした。

### ゴールド会員
月額648円（税込）
でゲーム内のサービスが強化される「ゴールド会員」制度がある。
ゴールド会員になると、
- カード登録枚数の増加（150枚→300枚）
- レンタルカードダスゴールドの使用可
- レンタルカードダスゴールドでSS（スーパースター）、IN（インフィニティ）、LE（レジェンド）カードが引ける
- レンタルカードダスゴールドでレアカードが引きやすくなる
- お気に入りカード登録枚数が3枚に
- リーグ戦参加チームの増加
- リーグ戦試合間隔短縮の設定可能
- リーグ戦試合開始時間選択
- リーグ成績保存期間が1週間から4週間へ増加
- チームロゴ保存数・カラーパレット増加

などの特典を受けられる。

## 商品展開
| 弾数 | 発売日                                              |
| ---- | --------------------------------------------------- |
| 1    | 2010年3月20日                                       |
| 2    | 2010年6月26日                                       |
| 3    | 2010年9月25日                                       |
| 4    | 2010年12月18日                                      |
| 5    | 2011年3月25日                                       |
| 6    | 2011年6月25日                                       |
| 7    | 2011年9月16日                                       |
| 8    | 2011年12月16日                                      |
| 9    | 2012年3月30日                                       |
| 10   | 2012年6月22日                                       |
| M01  | 2012年8月10日                                       |
| 11   | 2012年9月22日                                       |
| 12   | 2012年12月14日                                      |
| 13   | 2013年3月25日（ウエハース） 2013年3月29日（パック） |
| M02  | 2013年5月11日                                       |
| 14   | 2013年6月21日                                       |
| 15   | 2013年9月21日                                       |
| 16   | 2013年12月13日                                      |
| 17   | 2014年3月28日                                       |
| M03  | 2014年5月16日                                       |
| 18   | 2014年6月20日                                       |
| 19   | 2014年9月19日                                       |
| 20   | 2014年12月12日                                      |
| 21   | 2015年3月27日                                       |
| 22   | 2015年6月19日                                       |
| S01  | 2015年8月7日                                        |
| 23   | 2015年10月2日                                       |
| 24   | 2015年12月11日                                      |

関連商品など
- 2010年7月30日　ホビージャパンより攻略本を出版
- 2010年9月9日　mixiアプリ版公開
- 2011年3月25日　プロ野球オーナーズリーグ2011公式データブック[開幕版]がソフトバンククリエティブより発売
- 2012年〜2014年　ベースボール・マガジン社よりベースボールゲームマガジンが出版された
- 2011年、2012年にはオリジナルカードバインダーが発売された